# Lady from Verona
Lady from Verona ist ein unveröffentlichter Pop-Rock-Song des britischen Rockmusikers Eric Clapton. Er schrieb den Song im Jahr 1986 für seine damals 28-jährige italienische Lebensgefährtin Lory Del Santo, die Model und Schauspielerin ist.

## Inhalt und Musik
In der ersten Strophe des Liedes beschreibt Clapton, dass er in eine Frau aus Verona verliebt ist und diese, wie er selbst, eine Einzelgängerin ist, da sie keine Bindungen eingehen möchte. In der zweiten Strophe bringt Clapton zum Ausdruck, dass er neben der italienischen Kleidung, den Autos, dem Wein und den Gerichten vor allem seine Dame aus Verona liebt, weil sie ihm so gut tut. Im Refrain des Stückes, befinde sich, so Musikjournalist Maurice Chittenden von The Sunday Times, eine versteckte Nachricht über die Geburt ihres Sohnes Conor.
| but it wasn’t meant to be; I had to find out the hard way. you know, what she gave to me I’ll treasure until my dying day and i would not have it any other way. | aber es war nicht geplant; ich musste es auf die harte Tour erfahren. du weißt, was sie mir gab Ich werde es beschützen bis ich sterbe und nicht anders. |

Anschließend folgt ein Gitarrensolo des britischen Rockmusikers. Nachdem wird der Refrain mit anschließender ersten Strophe noch einmal wiederholt. Mit dem Soundeffekt Fadeout endet das Stück nach 4 Minuten und 46 Sekunden. Der britische Buchautor und Biograph Marc Roberty vermerkt, dass der Titel ein „wandelndes Blues-Schema zwischen Dur und Moll“ aufweise.

## Aufnahme und Präsentation
Aufgenommen wurde der Titel zwischen April und Mai 1986 in den Sunset Sound Studios in Hollywood während der Aufnahmearbeiten für Claptons zehntes Studioalbum August. Auf der von Clapton, Phil Collins, und Tom Dowd produzierten Aufnahme wirkte Clapton als Sänger und Gitarrist, Collins als Schlagzeuger, Nathan East als Bassist und Greg Phillinganes als Keyboarder. Clapton verwandt seine Signatur-Stratocaster und einen Verzerrer.
Clapton ging eines Tages zu Lori Del Santo und sagte, dass er ihr einen Song gewidmet habe. Del Santo wollte gern, dass Clapton das Lied veröffentlicht, was er nach Del Santos Angaben jedoch nicht tat, da die Kompaktkassette, auf der sich das Lied befand, von ihrem gemeinsamen Sohn Conor zerstört wurde. Clapton aber gab als Grund für die Nichtveröffentlichung an, dass er zum Zeitpunkt noch mit Pattie Boyd verheiratet war: „Ein Song, den ich nicht auf das Album genommen hatte, war «Lady from Verona», den ich speziell für Lori geschrieben hatte. Das hätte Pattie nicht verkraftet.“ Marc Roberty bezeichnet das Stück als „sehr einprägsam“ und findet, dass der Titel „eine sehr gute Single“ gewesen wäre. Nach dem Tod von Conor am 20. März 1991 war die Kassette eingeschlossen und wurde 20 Jahre lang nicht berührt. Del Santo ließ die Aufnahme reparieren, auf CD brennen und spielte das Lied am 10. Juli 2006 im US-amerikanischen Fernsehen ab; ohne Erlaubnis ihres Ex-Partners Clapton, der danach nicht mehr über das Lied sprechen wollte.